# Ivanka Kraševec
Ivanka Kraševec Prešern, slovenska pevka zabavne in narodnozabavne glasbe, slikarka * 23. oktober 1941, München.
Ivanka Kraševec, sicer Belokranjka iz Metlike, je doživela vrhunec glasbene kariere v obdobju slovenske popevke, ko je prepevala pesmi znanih slovenskih skladateljev (Mojmirja Sepeta, Jureta Robežnika ...). Največji njeni uspešnici iz tega časa sta popevki Prodajalka vijolic in Bele rože iz Aten. Nastopila je na prvi Slovenski popevki leta 1962 s pesmijo Dežek in leta 1963 s pesmijo Zakaj nocoj tako je tih večer.
Izšolana je bila za šiviljo, do upokojitve je delala kot arhivistka na Radiu Slovenija. 
Deset let je prepevala v ansamblu Miha Dovžana, dvajset let pa v Alpskem kvintetu. V karieri je sodelovala z mnogimi eminentnimi slovenskimi izvajalci, med drugimi z Jankom Ropretom, Otom Pestnerjem, Simono Vodopivec, Bracom Korenom … 
Ivanka Kraševec trenutno več ne nastopa, junija 2007 pa je izdala v sodelovanju z Maroltovimi tamburaši zgoščenko Vse tičice lepo pojo z belokranjskimi narodnimi pesmimi.
Njen mož je Ivan Prešern - Žan (1945), trobentač, skladatelj in aranžer zabavne glasbe ter slikar.